# Wilhelm I. von Neuenahr
Wilhelm I. Graf von Neuenahr (Nuenar, a Nvenar, Novaquila, van Nievenaar), Herr von Bedburg (Bedbur), Rösberg und Limburg (* um 1447; † 12. Mai 1497) war ein deutscher Adeliger. Zwischen 1486 und 1495 nahm er regelmäßig als Mitglied der Kurkölner Delegation an Hof- und Reichstagen teil.

## Leben
Wilhelm I. von Neuenahr war der Sohn von Graf Gumprecht II. von Neuenahr (* um 1400; † 1484), Erbvogt zu Köln, Herr zu Alpen, und (⚭ 1425) Margareta Gräfin von Limburg (1406–um 1459), Herrin zu Bedburg und Hackenbroich.
→ Zu weiteren Vorfahren siehe den Artikel zu seinem Sohn Hermann von Neuenahr der Ältere (1492–1530).
Noch zu Lebzeiten von Wilhelms Bruder Friedrich von Neuenahr-Alpen, der 1468 fiel, verfügte ihr Vater Gumprecht II., der als Witwer in den geistlichen Stand eingetreten war, um 1461 eine Herrschafts- und Güterteilung zwischen diesen beiden Söhnen. Junggraf Wilhelm nahm 1481 in Köln an der Hochzeit von Herzog Wilhelm von Jülich-Berg (1455–1511) mit Markgräfin Sibylle von Brandenburg (1467–1524) teil. 1482 trat er in den Dienst des Herzogs, der dafür dessen Herrschaft Bedbur unter seinen Schutz stellte.
Nach dem Tod seines Vaters Gumprecht II. wurde Wilhelm I. von Neuenahr im Erzstift Köln mit Bedburg, Garsdorf, Hof Morken, Rösberg und dem Erbhofmeisteramt des Kurfürstentums belehnt. 1484 nannte er sich in einer Urkunde, die er zusammen mit seinem Neffen Gumprecht I. von Neuenahr-Alpen (1465–1504), Erbvogt von Köln, für das Stift Mariengraden in Köln ausstellte, „Graf zu Neuenahr und Limburg, Herr zu Bedburg“. Wilhelm I. von Neuenahr war von seinem Vater testamentarisch als Nachfolger im Amt des Erbvogts benannt worden war, hatte aber zugunsten seines Neffen auf die Erbvogtei verzichtete, dem er auch Ansprüche auf die Grafschaft Limburg abtrat (nicht jedoch Bedburg und Hackenbroich aus dem Limburger bzw. Reifferscheider Erbe). Auf den Hof zu Auenheim verschrieb er 1100 Gulden an Dreys von Büsdorf (Boysdorp).
Wilhelm I. heiratete 1485 die reiche Erbin Gräfin Walburga von Manderscheid (* 1468; † 1530/35), Herrin zu Schleiden, Tochter von Graf Kuno (Konrad) I. von Manderscheid (um 1444–1489), Herr zu Schleiden, Neuenstein und Kasselburg und (⚭ 1459) Gräfin Walpurga von Horn (um 1443–1476), Herrin von Altena. Erzherzog Maximilian I. von Österreich (1459–1519) und sein Sohn Herzog Philipp von Brabant (1478–1506) verschrieben den Eheleuten zur Hochzeit 1200 Gulden aus dem Zöllen auf der Maas (Schleidener Zoll), mit denen insgesamt ansonsten Kuno I. von Manderscheid belehnt wurde. Das Hofgut der Familie in Köln, der „Neuenahrer Hof“, stand an der Ecke Langgasse (heute: Neven-DuMont-Straße) / Schwalbengasse-Kupfergasse. Es wurde in den 1640er Jahren niedergelegt, der Treppenturm ist in der Kirche St. Maria in der Kupfergasse erhalten.
1486 nahm Wilhelm I. von Neuenahr in Frankfurt am Main im Gefolge des Kölner Erzbischofs Hermann IV. von Hessen († 1508) an der Wahl von Maximilian I. zum römisch-deutschen König teil; er und sein Neffe Gumprecht I. von Neuenahr-Alpen nahmen Quartier im Gasthaus Zu der Weinreben in der Töngesgasse / Ecke Liebfrauenberg. Anlässlich seiner anschließenden Krönungsfahrt nach Köln beauftragte der König nach altem Herkommen den Kölner Erbvogt, die Amnestie von neun namentlich genannten verbannten Übeltätern durchzuführen. 1487 war Wilhelm I. von Neuenahr auf dem Reichstag Kaiser Friedrichs III. (1415–1493) in Nürnberg. 1488 war er Drost von Erkelenz und nahm als „geordneter Rat zum Fechten und Rechten“ im Auftrag von Kaiser Friedrich III. am Zug des Markgrafen Friedrich II. von Brandenburg-Ansbach (1460–1536) in die Niederlande zur Befreiung des von den flandrischen Ständen in Brügge gefangengenommenen Königs Maximilian I. teil.
Wilhelm I. war im Pfandbesitz eines Turnosen am Kurkölner Bonner Rheinzoll. 1489 stellte er einen Teil der Einnahmen aus dem Zoll als Sicherheit für die Mitgift seiner Nichte Margarete von Sombreffe († 1518) – einer Tochter seiner Schwester Elisabeth von Neuenahr († 1484) – bei ihrer Heirat mit Heinrich II. von Reichenstein († 1506), Herr zu Kerpen und Reckheim.
1490 verpfändeten Wilhelms I. von Neuenahr und seine Frau Walburgis mit Genehmigung des Kurkölner Lehnsherrn Hermann IV. von Hessen den Hof Morken im Amt Kaster an den Jülicher Erbkämmerer und Amtmann von Nörvenich Johann van dem Bongart (* um 1446; † 1520) und seine Frau Elisabeth von Argenteau († nach 1520). Erzbischof Hermann IV. von Hessen verpfändete 1490 das Amt Hülchrath für 6000 Gulden an Wilhelm I. von Neuenahr. 1491 besiegelte der Kurkölner „Rhait und … Erff-Hoffmeister“ Wilhelm I. von Neuenahr den Vertrag von Erzbischof Hermann IV. mit der Stadt Köln unter anderem über das Hohe Gericht, Münzfragen, Rentenzahlungen aus der Mühlentafel (gemeinsame Verwaltung der Rheinmühlen) und das Grutrecht beim Bierbrauen mit. 1493 verkaufte Wilhelm I. von Neuenahr für 700 Oberländische Rheinische Goldgulden eine Erbrente von 42 Gulden aus dem Zehnten von Holzheim in der Herrschaft Helpenstein an Heinrich von Salm-Reifferscheid. 1494 erhielt Wilhelm I. für 5000 Guldgulden von den Grafen Everwin II. von Bentheim-Steinfurt (1461–1530) und Johann IV. von Holstein-Schaumburg-Gemen (1449–1527) die Pfandschaft über die benachbarte Herrschaft Wevelinghoven. Zur Bezahlung von Schloss und Herrlichkeiten Wevelinghoven und Lievendahl verschrieb Wilhelm I. von Neuenahr seinem „Schwager“ Johann IV. von Holstein-Schaumburg bzw. dessen Frau Kordula von Gemen († 1528) eine Rente.
Als es zu einem Streit kam zwischen Jakob II. von Horn († 1500) und seinem Bruder Johann IX. von Hoorn († 1506), Bischof von Lüttich, als Lehnsherr auf der einen Seite, Wilhelm III. von Wied und Moers († 1526) auf der anderen Seite über die Grafschaft Hoorn und besonders die Herrschaft Weert, die 1486 an Wilhelms III. Schwiegergroßvater Vincenz von Moers-Saarwerden († 1499) verpfändet und von diesem 1492 an Wilhelm III. übertragen worden waren, wurde Wilhelm I. von Neuenahr – später seine Witwe Walburga von Manderscheid – mit der Sequestration (Zwangsverwaltung) der strittigen Gebiete beauftragt.
1494 erteilte Maximilian I. in Köln Adolf III. von Nassau-Idstein-Wiesbaden (1443–1511), dem Statthalter von Geldern und Zutphen, Wilhelm I. von Neuenahr und Vinzenz von Eyll († 1496/97), dem Propst des Stiftes in Oldenzaal, den Auftrag, einen Erbstreit zwischen den Brüdern Georg († 1558) und Eberhard von Sayn-Wittgenstein († 1495) zu schlichten. Auf dem Reichstag zu Worms 1495, an dem er als Mitglied der Kurkölner Delegation teilnahm, beauftragte der Kaiser Wilhelm I. von Neuenahr und den Kölner Dechanten Johann Husmann († 1499) mit der Beilegung des „Zweiten Essener Äbtissinnenstreites“ zwischen der Äbtissin der Reichsabtei Essen Meyna (Amöna) von Daun-Oberstein (* um 1442; † 1525; resigniert 1520) und zwei Klosterschwestern: der Pröpstin Elisabeth von Bronckhorst-Borculo (* um 1440/45; † 1495) und ihrer Nichte, der Scholasterin und seit 1489 Gegen-Äbtissin Irmgard (Armgard) von Diepholz d. Ä. (* um 1449; † 1504).
1495 belehnte Wilhelm I. den Kanoniker Johan van Dyngen von St. Georg zu Köln mit dem Zehnten des zum Haus Kaster gehörenden Lehnshofes Schillingswald (Schewingswald) zu Waat bei Jüchen.
Nach seinem Tod wurde Wilhelms I. von Neuenahr in der Familiengruft in der Kirche des Zisterzienserinnen-Klosters zum Mariengarten St. Maria ad Ortum (1805 niedergelegt) neben seinen Eltern beigesetzt. Sein Sohn Hermann, der etwa fünf Jahre alt war, als sein Vater starb, und von seiner Mutter überlebt wurde, ließ ihm um 1505/08 eine Grabinschrift setzen, nach der Graf Wilhelm I. von Neuenahr „ad annum redemptionis humanae M. CCCC. XCVII. IV. Idus Maias“ (= im Jahr 1497 der menschlichen Erlösung am 12. Mai) starb und „annos circiter quinquaginta“ (= ungefähr fünfzig Jahre) alt wurde. Der Humanist Hermann von dem Busche (1468–1534), Rektor der Lateinschule in Wesel, schrieb für die beiden Söhne um 1518 eine Würdigung von Graf Wilhelm I. von Neuenahr in Gedichtform: De illvstris et Generosi Nouaquilae Comitis Guilhelmi obitu, ad Hermannum & Guilhelmu[m] filios … hendecasyllabi.

## Familie
Die Kinder Wilhelms I. von Neuenahr aus einer außerehelichen Beziehung (1) und mit seiner Frau Walpurg von Manderscheid (2-4) waren:
1. Agnes († nach 1516), natürliche Tochter, verheiratet mit Wilhelm Duytsch († zwischen 1510 und 1516), Sohn von Godert Duytze von der Kuylen;[35] vermutlich identisch mit dem Drost von Hülchrath 1512,[36] deren Kinder:[37][38]
  1. Wilhelm,
  2. Goedert; vermutlich identisch mit Gardart Duytzsche (Duitsch) van der Kuylen (Chuelen) († nach 1565), seit etwa 1549 Drost zu Hülchrath (Hulkerode) und Wevelinghoven,[39] unterschrieb 1550 die „Kölnische Erblandesvereinigung“,
2. Wilhelm II. von Neuenahr (* zwischen 1485 und 1487; † 1552), verheiratet mit der Erbtochter der Grafschaft Moers, Gräfin Anna von Wied (um 1500–1528), einer Nichte des späteren Kölner Erzbischofs und Kurfürsten Hermann V. von Wied (1477–1552); zu seinen Nachkommen siehe → Wilhelm II. von Neuenahr,
3. Anna von Neuenahr (* um 1490; † 1535),[A 7] seit etwa 1508 verheiratet mit Walraven II. van Brederode (1462–1531), Herr von Vianen und Ameide, Burggraf von Utrecht, Sohn von Reinoud II. van Brederode (1415–1473) und Yolanda van Lalaing. Deren Kinder:[40]
  1. Franz van Brederode (um 1510–1529), Herr von Zwammerdam, ertrunken in einem Bach bei Eindhoven,
  2. Walburga van Brederode (um 1512–1567), heiratete 1530 Arnold II. von Bentheim-Steinfurt ä. L. (1497–1553), der 1544 in der Grafschaft Bentheim-Steinfurt und seiner Herrschaft Wevelinghoven die lutherische Reformation einführte und 1550 die „Kölnische Erblandesvereinigung“ unterschrieb,
  3. Maria van Brederode (* um 1512/20), heiratete Gotthard von Mirlaer-Milendonk (* um 1525; † 1575/79) auf Goer-Frohnenbruch, Titular-Burggraf zu Drachenfels, der die „Kölnische Erblandesvereinigung“ unterschrieb und um 1557 die Herrschaft Frohnenbruch-Hoerstgen reformierte,
  4. Margareta van Brederode (* um 1513/14; † 1577), seit 1531 mit päpstlichem Dispens, da sie bei ihrer Wahl erst 16 Jahre alt war, als Margareta IV. Fürstäbtissin des Reichsstiftes Thorn,
  5. Yolande van Brederode (1515–1525),
  6. Balthasar van Brederode (1516–1576), Herr von Bergen bei Alkmaar, Forstmeister von Holland, verheiratet mit Katharina van Bronckhorst-Batenburg, verschenkte 1568 die Herrschaften Vianen und Ameide an seinen Schwager Gotthard von Mirlaer-Milendonk,[41]
  7. Yolande van Brederode (1525–1552[42]) war seit 1543 verheiratet mit Jacques de Bourgogne (um 1520–1556), Seigneur de Falais et de Bredam, der als Protestant 1544 in das Exil nach Köln, 1545 nach Straßburg, 1548 nach Veigy und 1554 zurück nach Straßburg zog,[43]
4. Hermann von Neuenahr (1492–1530), humanistischer Theologe, Staatsmann, Naturwissenschaftler, Kölner Dompropst und erzbischöflicher Kanzler der alten Universität Köln,[44]

Dietrich I. von Neuenahr (* um 1445/55; † 1471), seit 1459 bzw. 1470 Domherr in Köln, gestorben während eines Aufenthalts in Mainz und im Chor der dortigen Dominikaner-Kirche beigesetzt, der in der Literatur teilweise für einen Bruder des Kölner Dompropstes gehalten wurde, war ein Bruder, kein weiterer Sohn von Wilhelm I. von Neuenahr.
Stefan II. von Siegenhoven genannt Anstel (Anxtel) (* um 1461/63; † nach 1535) zu Oberembt, ein Lehnsmann der Herrschaft Bedburg, ⚭ 1501 Johanna von Bocholtz, wird um 1530 als „Schwager“ des Wilhelm II. von Neuenahr bezeichnet.
Nach dem Tod von Wilhelm I. von Neuenahr wurden Goedart Dutsche (Goedert Duytzsche, Deutz, Dütsch) von Außem (Aushem, Onssem) genannt van der Kulen (Kuylen, Kaulen), Lehnsträger von Bucke bei Kaster, und Conrad Roß (Rost; „der Rote“) von Laach († 1508), Jülicher Landrentmeister und Rentmeister des Amtes Kaster, als Vormünder für seine Kinder bestellt.
Wilhelms I. Witwe Walburga von Manderscheid-Schleiden heiratete 1502 in zweiter Ehe Frederik van Egmond, Graf zu Büren und Leerdam (1440–1521), Herr zu IJsselstein. Nach Frederik van Egmonds Tod lebte sie in Haus IJsselstein in ’s-Hertogenbosch.

## Darstellung in der Kunst
Eine Darstellung von Wilhelm I. von Neuenahr im Kreis der Familie seiner Eltern befindet sich auf dem Familienaltar Maria auf der Mondsichel von Meister der Heiligen Sippe der Jüngere (* um 1450; † um 1516) im Wallraf-Richartz-Museum & Fondation Corboud (Inventar-Nr. WRM 0853).